# Excelência operacional

## Conceito
O conceito de excelência apareceu, pela primeira vez, no livro de Tom Peters In Search of Excellence, publicado em 1982 em co-autoria com Robert H Waterman, Jr. Para estes autores, as empresas devem resolver os seus problemas utilizando apenas os processos de negócio indispensáveis e devem repartir o poder de decisão pelos diversos níveis hierárquicos da empresa.
O conceito de excelência operacional é transversal a todas as áreas de uma organização, o que obriga a que haja um alinhamento dos seus sistemas de informação com os objectivos da empresa. 

## Objectivos
A excelência operacional atinge-se através da integração e coordenação das diversas funções e processos de negócio, buscando a eficácia, para que a tomada de decisões seja o mais célere possível. O objectivo máximo é atingir a qualidade da prestação do serviço e a satisfação do cliente actual. Interessa acima de tudo fidelizar este tipo de clientes e angariar novos clientes.
Actualmente, o ponto forte de uma empresa deve residir na relação de proximidade que desenvolve com os seus clientes e na eficiência com que faz chegar os seus produtos/serviços ao cliente final.

## Sistemas de informação
Para que uma empresa possa atingir a excelência operacional é peremptória a utilização de aplicações de sistemas de informação que incluam:
- Sistemas empresariais;
- Sistemas para gestão da cadeia de abastecimento;
- Sistemas de gestão da relação com o cliente (CRM);
- Sistemas de gestão de conhecimento;
- Aplicações de e-commerce;
- Sistemas de apoio à decisão.

## Cadeia de abastecimento
Acima de tudo, para garantia de excelência operacional, uma empresa deve possuir um bom sistema de gestão da cadeia de abastecimento e de gestão da relação com o cliente, já que estes, por sua vez, são os instrumentos mais importantes de apoio à decisão. O planejamento, o controle e a integração da cadeia de abastecimento, possibilitam ao gestor, não só detectar possíveis gastos excessivos, mas também saber a origem desses gastos. Uma estratégia just-in-time, isto é, produzir apenas aquilo que os clientes procuram, (nunca produzir em excesso), assenta precisamente num bom sistema de gestão de cadeia de abastecimento.

## CRM - Customer Relationship Management
Já um bom sistema de CRM pode reduzir o montante de capital a investir em publicidade e marketing. Através de um sistema informático de foco no cliente é possível, não só saber antecipadamente o que procura/quer, como também identificar os segmentos de clientes que poderão trazer mais lucros à empresa. A partir da identificação e caracterização de clientes, o marketing poderá ser desenhado à medida dos mesmos, incidindo nas suas necessidades e no seu perfil. Os sistemas CRM apoiam os processos de negócio de vendas e de prestação de serviços e marketing ao integrarem informações sobre os clientes vindas de várias fontes (ou departamentos). Ao cruzar informações, a empresa adquire informações sobre possíveis novos clientes e ainda pode adequar a sua oferta ao gosto do cliente de forma a conseguir a sua fidelização.

## Participação e formação dos trabalhadores
Deve também, ser desenvolvido um conjunto de medidas que garanta não só o bom funcionamento da empresa na condução dos seus processos de negócios, mas também a participação e empenhamento dos seus funcionários. 
São disso exemplo, acções de formação profissional e de reciclagem nos recursos humanos da empresa, implementação de brainstorms que facilitam a transferência de conhecimentos, workshops, que possibilitam tomar conhecimento do que se passa no mundo dos negócios, reuniões de trabalho com levantamento dos pontos de situação relativos aos processos de negócio, etc.